# Cannon Beach
Cannon Beach és una població dels Estats Units a l'estat d'Oregon. Segons el cens del 2007 tenia 1.680 habitants.

## Demografia
Segons el cens del 2000, Cannon Beach tenia 1.588 habitants, 710 habitatges, i 418 famílies. La densitat de població era de 411,5 habitants per km².
Dels 710 habitatges en un 20,8% hi vivien nens de menys de 18 anys, en un 49% hi vivien parelles casades, en un 7,3% dones solteres, i en un 41% no eren unitats familiars. En el 33,5% dels habitatges hi vivien persones soles el 13% de les quals corresponia a persones de 65 anys o més que vivien soles. El nombre mitjà de persones vivint en cada habitatge era de 2,11 i el nombre mitjà de persones que vivien en cada família era de 2,7.
Per edats la població es repartia de la següent manera: un 17,4% tenia menys de 18 anys, un 12,3% entre 18 i 24, un 21,5% entre 25 i 44, un 32,1% de 45 a 60 i un 16,7% 65 anys o més.
L'edat mediana era de 44 anys. Per cada 100 dones de 18 o més anys hi havia 84,4 homes.
La renda mediana per habitatge era de 39.271$ i la renda mediana per família de 45.329$. Els homes tenien una renda mediana de 31.250$ mentre que les dones 21.641$. La renda per capita de la població era de 24.465$. Aproximadament el 8,2% de les famílies i el 12% de la població estaven per davall del llindar de pobresa.

## Poblacions més properes
El següent diagrama mostra les poblacions més properes.